# Wapen van Diessen (Noord-Brabant)

Wapen van Diessen

Het wapen van Diessen werd op 14 oktober 1818 bij besluit van de Hoge Raad van Adel aan de toenmalige Noord-Brabantse gemeente Diessen verleend. Op 1 januari 1997 ging de gemeente samen op in de gemeente Hilvarenbeek, waarmee het wapen kwam te vervallen.

## Blazoenering
De blazoenering bij het wapen luidt als volgt:
Van lazuur, beladen met een beker van goud.
Het wapen is verleend in de kleuren goud op blauw. Dit zijn de rijkskleuren.

## Geschiedenis
Diessen had nooit een eigen wapen of zegel gehad, omdat de plaats tot 1810 onder de schepenbank van Hilvarenbeek viel. Burgemeester A.J. Lombarts vroeg in 1815 een wapen aan dat de voornaamste bron van inkomsten voor het dorp symboliseerde: de landbouw. In het voorstel waren een ploeg, een stroompje, twee molens en een ossenkop getekend. Kennelijk werd dit wapen afgekeurd, want in 1816 vroeg hij een ander wapen aan met daarop een beker, behangen met draperieën die aan twee ossenkoppen waren bevestigd. Dit was een ander symbool voor de landbouw, waarbij de beker de aarde voorstelde die de rijkdom van wat gezaaid werd, bewaarde tot het volgende jaar, waarin geoogst werd. De ossenkoppen stonden voor de ossen die bij het bewerken van het land nodig waren.
Van dat alles accepteerde de Hoge Raad van Adel uitsluitend de beker. Omdat de kleuren niet waren gespecificeerd werd het wapen in rijkskleuren verleend. De HRvA gaf in 1954 aan dat het wapen alsnog kon worden aangevuld met de ossenkoppen, maar de gemeente heeft het gelaten zoals het was.